# Zdyszewice
Zdyszewice – wieś w Polsce położona w województwie łódzkim, w powiecie opoczyńskim, w gminie Żarnów.
| SIMC    | Nazwa   | Rodzaj    |
| ------- | ------- | --------- |
| 0558268 | Czersko | część wsi |

Zdyszewice to jedna z najstarszych miejscowości gminy, której historia sięga XII wieku. W 1198 roku określano je nazwą „Sdinechowic”. W tym roku biskup krakowski Gedeon nadał dziesięcinę z tej wsi klasztorowi w Miechowie. W 1368 roku biskup włocławski Zbilut przekazał tę wieś jednemu ze swoich poddanych. W XVI wieku wieś nazywano „Zdzyschowicze” lub „Zdzieschowice”. W 1827 roku mieszkało w niej 185, a w 1880 roku 233 włościan. Obecnie ludność wsi wynosi 234 osoby (razem z przysiółkiem Czersko). W czasie II wojny światowej, w latach 1943-1944 przebywał tu spadochroniarz i cichociemny, kawaler Orderu Virtuti Militari, mjr Adam Trybus ps. „Gaj” (1909–1982). Dowodził stąd oddziałami partyzanckimi w regionie, jako komendant Kedywu Okręgu AK „Barka” Łódź. Tablica pamiątkowa poświęcona „Gajowi” została umieszczona w przedsionku kościoła Podwyższenia Krzyża Świętego w Zdyszewicach w 1989 roku. 
W 1924 roku w tej wsi założono 4-oddziałową szkołę powszechną, do której w roku szkolnym 1925/1926 uczęszczało 155 dzieci. W czasie wojny prowadzono tu tajne nauczanie. Szkołę zlikwidowano w latach dziewięćdziesiątych.
W latach 1975–1998 miejscowość administracyjnie należała do województwa piotrkowskiego.
Wierni Kościoła rzymskokatolickiego należą do parafii Miłosierdzia Bożego w Chełstach.